# Хоралдар
Хоралдар (осет.  Хорæлдар, диг. - Хуарелдари) — в осетинской мифологии божество хлебов, покровитель урожая. 

## Мифология
В осетинском фольклоре Хоралдар ранней весной на двух быках (белый и чёрный), которые подарил ему Фалвара, вспахивает поля людей.
В нартском эпосе Хоралдар является отцом Борхуарали — божества, которое также считается покровителем аграрного хозяйства. Хоралдар живёт на небе в доме Бога. Когда Батрадз убил его сына, Хоралдар решил наказать нартов, наслать на них голод. Из шести колосьев, которые росли на одном ячменном колосе, он по просьбе Уастырджи оставил только один:

«И оставил Хоралдар на ячмене только один колос, а пять колосьев уничтожил навеки. А когда захотел Хамыц хлебнуть из чаши, оказались в браге ящерицы, змеи, лягушки и прочие гады. Клубясь, всплывали они в чаше и устремлялись в рот Хамыцу»  .

## Источник
- Дзадзиев А. Б., Этнография и мифология осетин, Владикавказ, 1994, стр. 179, ISBN 5-7534-0537-1